# عصب فرعي ياسمين
عصب فرعي ياسمين (الاسم العلمي:Jasminum subtriplinerve) هو نوع من النباتات يتبع جنس الياسمين من الفصيلة الزيتونية.